# Barjols
Pour le groupe d'extrême droite, voir Les Barjols.
Barjols [baʁʒɔl] est une commune française située dans le département du Var, en région Provence-Alpes-Côte d'Azur.
Ses habitants s'appellent les Barjolais et Barjolaises.

## Géographie

### Localisation

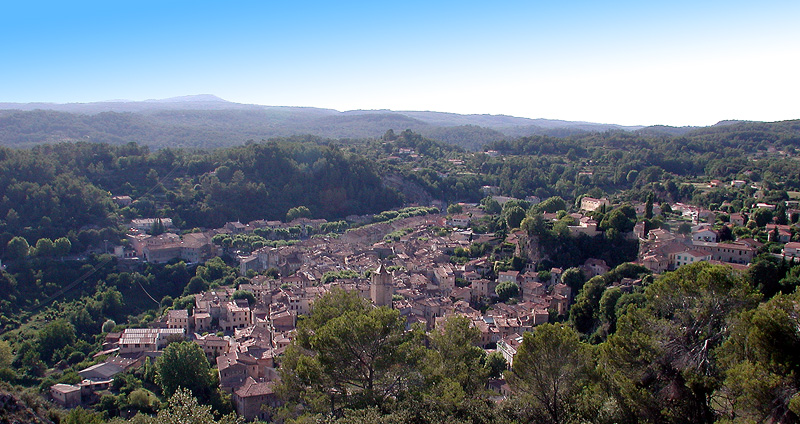
Vue de Barjols depuis la croix.

Géographiquement au nord de Toulon (70 km), à l'est d'Aix-en-Provence (60 km), au nord-est de Marseille (75 km), à égale distance des communes de Saint-Maximin et Brignoles (22 km).
La latitude de Barjols est de 43.558 degrés nord et la longitude de Barjols est de 6.009 degrés est.
Le code INSEE de la commune de Barjols est 83012 et le code postal 83670.

### Géologie et relief
Barjols est située en Pays de la Provence Verte au cœur d'une dense forêt de chênes verts, au pied de la montagne du Bessillon.
L'altitude de Barjols se situe entre 183 m et 473 m et celle de la mairie de 300 mètres environ.
La superficie de la commune est de 30,06 km2 soit 3 006 ha.

### Voies de communications et transports

#### Voies routières
Au nord de la nationale 7 et de l'autoroute A8

#### Transports en commun
- Transport en Provence-Alpes-Côte d'Azur

Commune desservie par le réseau régional de transports en commun Zou !. Les collectivités territoriales ont en effet mis en œuvre un « service de transports à la demande » (TAD), réseau régional Zou !.

#### Lignes SNCF
La commune a été desservie par la ligne Central-Var (le train des Pignes), à la gare de Barjols. Aujourd'hui, les gares TGV les plus proches sont la gare des Arcs à 50 kilomètres et la gare d'Aix-en-Provence TGV à 70 kilomètres.

#### Transports aériens
Les aéroports les plus proches sont l'aéroport Marseille-Provence à 90 kilomètres et l'aéroport de Toulon-Hyères à 75 kilomètres.

### Communes limitrophes
Barjols est limitrophe des communes suivantes :

### Sismicité
Il existe trois zones de sismicité dans le Var : 
- Zone 0 : Risque négligeable. C'est le cas de bon nombre de communes du littoral varois, ainsi que d'une partie des communes du centre Var. Malgré tout, ces communes ne sont pas à l'abri d'un effet tsunami, lié à un séisme en mer.
- Zone Ia : Risque très faible. Concerne essentiellement les communes comprises dans une bande allant de la Montagne Sainte-Victoire, au Massif de l'Esterel.
- Zone Ib : Risque faible. Ce risque le plus élevé du département (qui n'est pas le plus haut de l'évaluation nationale), concerne 21 communes du nord du département.

La commune de Barjols, est en zone sismique de très faible risque "Ia".

### Hydrographie

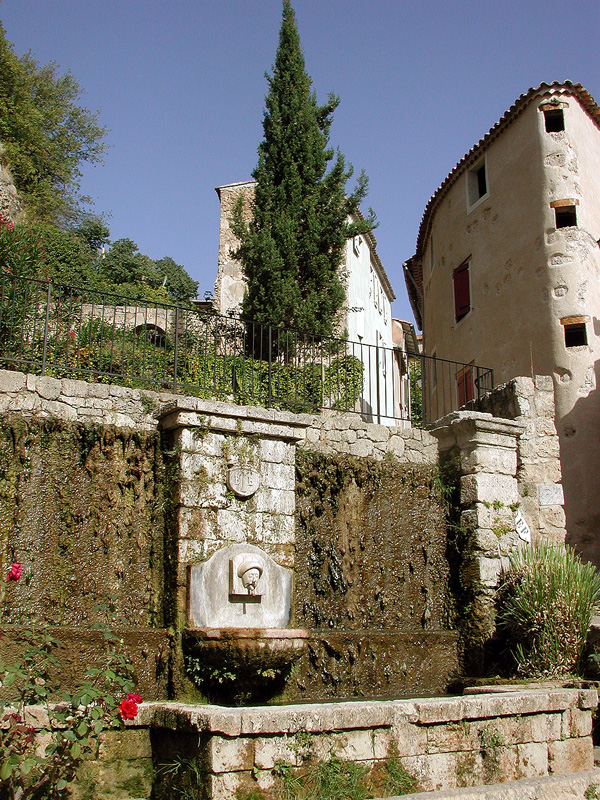
Fontaine du Real.

Barjols est traversée par de nombreux cours d'eau, ce qui lui a valu d'être surnommés le « Tivoli de la Provence » en raison de ses trente fontaines et douze lavoirs dus à la présence de diverses sources et cours d'eau (Fauvery, Eau Salée, ruisseau des Écrevisses, Argens) ainsi que de nombreuses cascades.
voir : fontaine du Réal, fontaine champignon Raynouard et place de la Mairie, fontaine de Burlière et son lavoir, fontaine et lavoir du Capitaine Vincens, fontaine du monument aux morts, cascade du Pont d'Or, cascade du Fauvery, cascade du vallon des Carmes :
- au nord de la commune, le Ruisseau de Varages et Le Lauron alimentent l'Eau Salée[4] ;
- au centre de la commune, la « rivière » des Écrevisses, dont une partie est souterraine, alimente le Fauvery ;
- puis Le Fauvery alimente l'Eau salée au sud de la commune ;
- enfin, l'Eau Salée se jette dans l'Argens qui devient fleuve et débouche sur la mer à Fréjus.

Quatre cascades sont visibles dans le village : cascade du Fauvery la plus spectaculaire (route de Brignoles), cascade des Carmes au sud, cascade du Pont d'or au milieu du village, sous la place de la Rouguière et cascade dit « du stade », près du stade et de la piscine.
De nombreux ouvrages hydrologiques sont encore présents dans la commune, même s'ils sont peu entretenus, peu visibles et parfois inaccessibles : aqueducs (dont l'un surplombe la RD 563 en plein village), rivières souterraines, canaux d'irrigation...
C'est aussi pourquoi ce village fut autrefois un village de tanneurs réputés (l'eau abondante et régulière étant nécessaire aux tanneries) et c'est enfin la raison, pour laquelle la Maison de l'Eau s'est installée à Barjols.

### Climat
Pour des articles plus généraux, voir Climat de Provence-Alpes-Côte d'Azur et Climat du Var.
En 2010, le climat de la commune est de type climat méditerranéen franc, selon une étude du Centre national de la recherche scientifique s'appuyant sur une série de données couvrant la période 1971-2000. En 2020, Météo-France publie une typologie des climats de la France métropolitaine dans laquelle la commune est exposée à un climat méditerranéen et est dans la région climatique  Provence, Languedoc-Roussillon, caractérisée par une pluviométrie faible en été, un très bon ensoleillement (2 600 h/an), un été chaud (21,5 °C), un air très sec en été, sec en toutes saisons, des vents forts (fréquence de 40 à 50 % de vents > 5 m/s) et peu de brouillards. 
Pour la période 1971-2000, la température annuelle moyenne est de 13,7 °C, avec une amplitude thermique annuelle de 16,3 °C. Le cumul annuel moyen de précipitations est de 803 mm, avec 6,2 jours de précipitations en janvier et 2,4 jours en juillet. Pour la période 1991-2020, la température moyenne annuelle observée sur la station météorologique de Météo-France la plus proche, « Varages », sur la commune de Varages à 6 km à vol d'oiseau, est de 14,3 °C et le cumul annuel moyen de précipitations est de 786,8 mm. 
La température maximale relevée sur cette station est de 44,5 °C, atteinte le 28 juin 2019 ; la température minimale est de −12,5 °C, atteinte le 2 mars 2005,,. 
Les paramètres climatiques de la commune ont été estimés pour le milieu du siècle (2041-2070) selon différents scénarios d'émission de gaz à effet de serre à partir des nouvelles projections climatiques de référence DRIAS-2020. Ils sont consultables sur un site dédié publié par Météo-France en novembre 2022.

## Urbanisme

### Typologie
Au 1er janvier 2024, Barjols est catégorisée bourg rural, selon la nouvelle grille communale de densité à sept niveaux définie par l'Insee en 2022.
Elle appartient à l'unité urbaine de Barjols, une unité urbaine monocommunale constituant une ville isolée,. La commune est en outre hors attraction des villes,.

### Occupation des sols
L'occupation des sols de la commune, telle qu'elle ressort de la base de données européenne d’occupation biophysique des sols Corine Land Cover (CLC), est marquée par l'importance des forêts et milieux semi-naturels (67,4 % en 2018), une proportion sensiblement équivalente à celle de 1990 (68,2 %). La répartition détaillée en 2018 est la suivante : 
forêts (63,8 %), zones agricoles hétérogènes (22 %), zones urbanisées (6,8 %), cultures permanentes (3,8 %), milieux à végétation arbustive et/ou herbacée (3,6 %). L'évolution de l’occupation des sols de la commune et de ses infrastructures peut être observée sur les différentes représentations cartographiques du territoire : la carte de Cassini (XVIIIe siècle), la carte d'état-major (1820-1866) et les cartes ou photos aériennes de l'IGN pour la période actuelle (1950 à aujourd'hui).

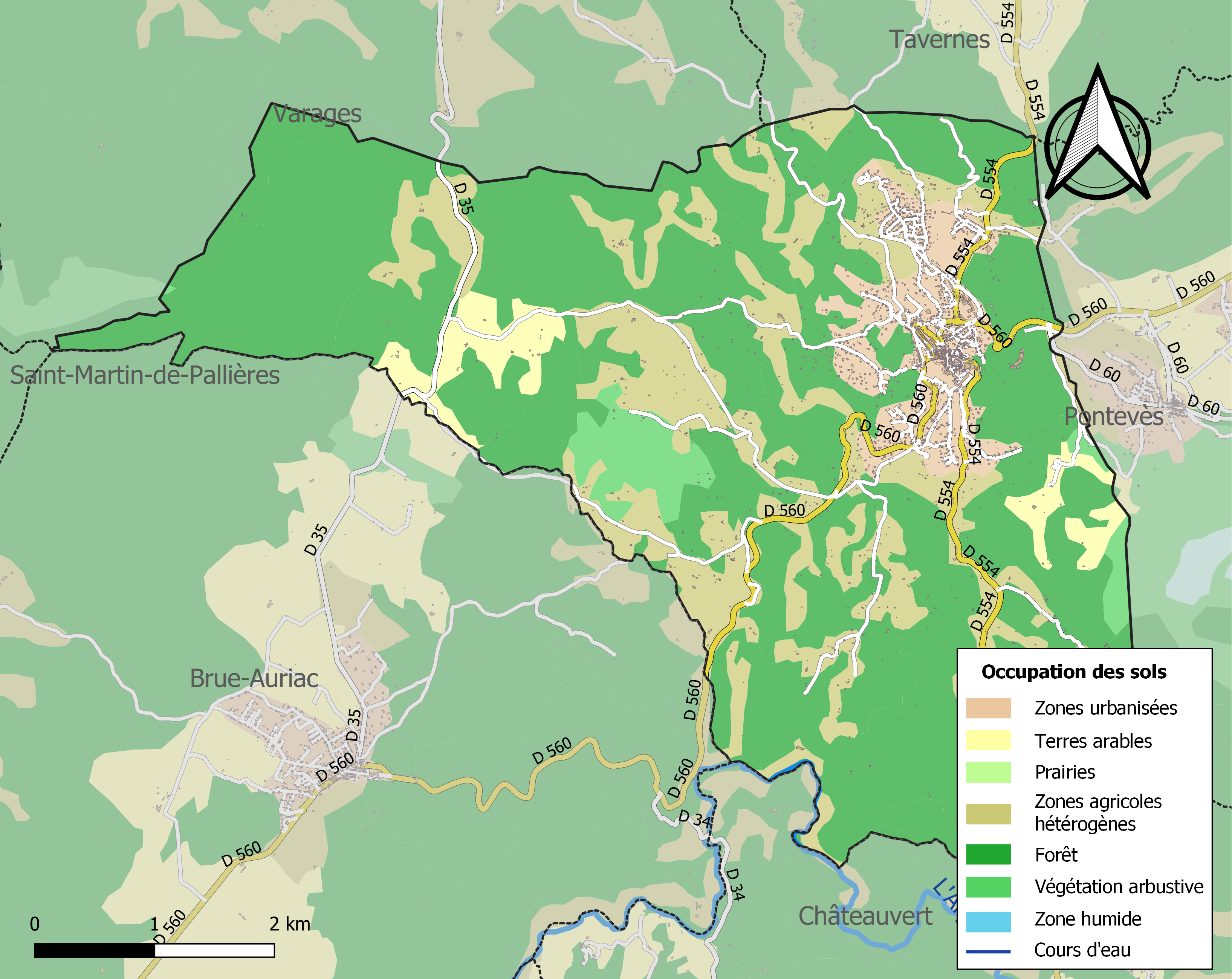
Carte des infrastructures et de l'occupation des sols de la commune en 2018 (CLC).

## Toponymie
Barjols signifie jolies montagnes, de barres (montagnes, collines) et jol (jolie). Ce nom est dû à l'emplacement de Barjols au creux d'un cirque de collines[réf. nécessaire].
Barjols s'écrit Barjòu en provençal, ce qui se prononce « barjòou », la dernière syllabe qui porte l'accent tonique étant une diphtongue o+ou accentuée sur le o.

### Héraldique
Les deux B de Barjols viennent du fait que Barjols était autrefois un « bailli ».
| Blason de Barjols | Les armes de Barjols se blasonnent : D'azur à la colonne d'or au pied perroné de trois pièces, surmontée d'une Fleur de lys du même et accostée de deux lettres B capitales de sable. |

## Histoire
Le site est occupé par les Ligures, puis par les Romains.
Au début du XIe siècle, le bourg dépend du castrum de Pontevès.
Au XIVe siècle, Barjols est une résidence des comtes de Provence. Elle héberge Marie d'Anjou à son retour de captivité par le roi Alphonse IV d'Aragon après juin 1337, libérée par son frère Robert le Sage.
La mort de la reine Jeanne Ire ouvre une crise de succession à la tête du comté de Provence, les villes de l'Union d'Aix (1382-1387) soutenant Charles de Duras contre Louis Ier d'Anjou. La communauté de Barjols fait partie des premières à se rallier au parti angevin.
Dévasté par les épidémies de peste, puis par les guerres de Religion, le pays connait ensuite une période prospère durant laquelle l'industrie du cuir se développe.

### De la Révolution à l'époque contemporaine

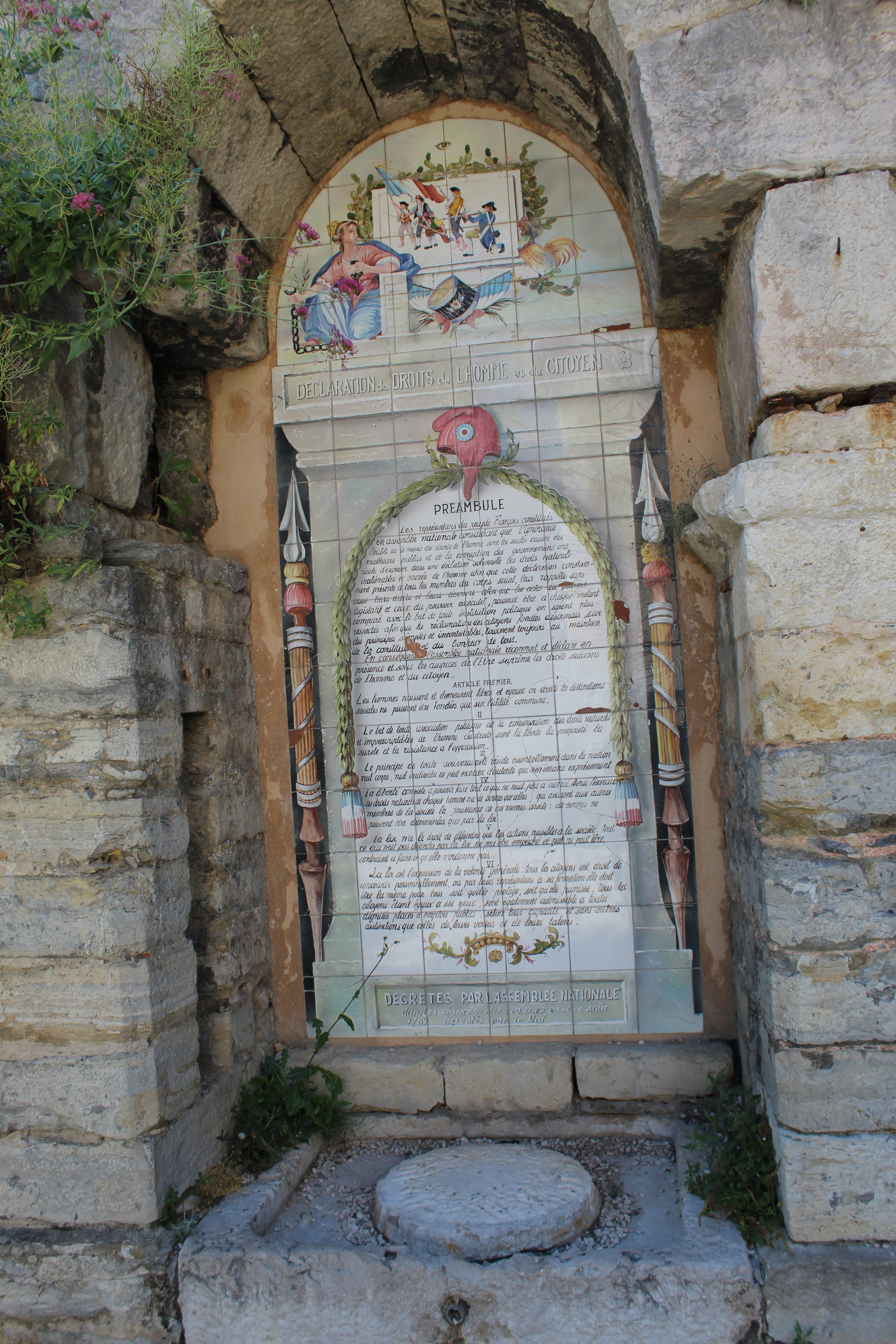
Panneau de céramique près du monument aux morts présentant la Déclaration des droits de l'homme et du citoyen de 1789.

Peu avant la Révolution française, l’agitation monte. Outre les problèmes fiscaux présents depuis plusieurs années, la récolte de 1788 avait été mauvaise et l’hiver 1788-1789 très froid. L’élection des États généraux de 1789 avait été préparée par celles des États de Provence de 1788 et de janvier 1789, ce qui avait contribué à faire ressortir les oppositions politiques de classe et à provoquer une certaine agitation.
C’est au moment de la rédaction des cahiers de doléances, fin mars, qu’une vague insurrectionnelle secoue la Provence. Une émeute frumentaire se produit à Barjols le 26 mars. Des paysans se rassemblent, et circulent dans les maisons des possédants pour faire annuler des créances.
Dans un premier temps, la réaction consiste dans le rassemblement d’effectifs de la maréchaussée sur place. Puis des poursuites judiciaires sont diligentées, mais les condamnations ne sont pas exécutées, la prise de la Bastille comme les troubles de la Grande peur provoquant, par mesure d’apaisement, une amnistie début août.
Une garde bourgeoise, composée de possédants, artisans, mais sans paysans, est créée pour parer à une future nouvelle révolte.
De 1790 à 1795, Barjols a été chef-lieu de district .
Au XIXe siècle, Barjols devient une « petite capitale française du cuir » avec 24 tanneries et 19 moulins à tan, 3 papeteries, une blanchisserie, un moulin-à-foulon et une fabrique de carte à jouer. 
En 1850, il existe 12 chambrées dans le village et la société secrète La Nouvelle Montagne est un parti républicain clandestin. À la suite du coup d'État du 2 décembre 1851, Barjols fait partie des communes insurgées, et près de 200 Barjolais arrivent à Tourtour le 9 décembre 1851. 72 républicains Barjolais sont poursuivis,,, mais ils sont indemnisés par la République en 1882,.

### Reconversion des anciennestanneries
Ville de tanneurs, capitale du cuir, ses tanneries ont été abandonnées face à la concurrence internationale. Les dernières tanneries ont fermé en 1983.
La plupart des bâtiments des anciennes tanneries ont été réhabilités par des artistes contemporains, (plasticiens, peintres, sculpteurs, galeristes et une maison d'édition), fondant ainsi un des plus importants regroupements d'artistes dans le Var.
Ces efforts d'artistes pour réhabiliter les anciennes tanneries de Barjols représentent un cas typique de reconversion de friche industrielle. Un livre documentaire sur la mutation artistique des anciennes tanneries de Barjols a été publié en 2010 : Les Entre Peaux.
En 2004 un de ces bâtiments a été acquis pour abriter la « Red Box », galerie associative exposant des œuvres d'artistes contemporains sur plus de 2 000 m2. La Red Box a cessé ses activités en 2007.
Une structure culturelle, les éditions Plaine Page, implantée depuis 2004 dans le quartier des tanneries, développe des actions de diffusion et programme une série événements artistiques sur ce territoire excentré.

## Politique et administration

### Place de la commune dans l'intercommunalité
Barjols est une commune française membre du Pays de la Provence Verte. Elle fait partie de la communauté de communes Provence Verdon.
Pour plus de renseignements :

### Tendances politiques et résultats
Barjols est dans la Huitième circonscription du Var.

### Budget et fiscalité 2020
En 2020, le budget de la commune était constitué ainsi :
- total des produits de fonctionnement : 3 734 000 €, soit 1 236 € par habitant ;
- total des charges de fonctionnement : 3 292 000 €, soit 1 090 € par habitant ;
- total des ressources d'investissement : 950 000 €, soit 315 € par habitant ;
- total des emplois d'investissement : 1 283 000 €, soit 425 € par habitant ;
- endettement : 2 186 000 €, soit 724 € par habitant.

Avec les taux de fiscalité suivants :
- taxe d'habitation : 14,32 % ;
- taxe foncière sur les propriétés bâties : 25,52 % ;
- taxe foncière sur les propriétés non bâties : 104,81 % ;
- taxe additionnelle à la taxe foncière sur les propriétés non bâties : 0,00 % ;
- cotisation foncière des entreprises : 0,00 %.

Chiffres clés Revenus et pauvreté des ménages en 2018 : médiane en 2018 du revenu disponible, par unité de consommation : 18 890 €.

## Population et société

### Démographie
L'évolution du nombre d'habitants est connue à travers les recensements de la population effectués dans la commune depuis 1793. Pour les communes de moins de 10 000 habitants, une enquête de recensement portant sur toute la population est réalisée tous les cinq ans, les populations de référence des années intermédiaires étant quant à elles estimées par interpolation ou extrapolation. Pour la commune, le premier recensement exhaustif entrant dans le cadre du nouveau dispositif a été réalisé en 2007.

En 2022, la commune comptait 2 995 habitants, en évolution de −0,66 % par rapport à 2016 (Var : +4,98 %, France hors Mayotte : +2,11 %).
| 1793  | 1800  | 1806  | 1821  | 1831  | 1836  | 1841  | 1846  | 1851  |
| ----- | ----- | ----- | ----- | ----- | ----- | ----- | ----- | ----- |
| 2 919 | 3 025 | 3 217 | 3 406 | 3 512 | 3 470 | 3 132 | 3 401 | 3 302 |

| 1856  | 1861  | 1866  | 1872  | 1876  | 1881  | 1886  | 1891  | 1896  |
| ----- | ----- | ----- | ----- | ----- | ----- | ----- | ----- | ----- |
| 3 174 | 3 330 | 3 333 | 3 002 | 2 746 | 2 656 | 2 663 | 2 378 | 2 413 |

| 1901  | 1906  | 1911  | 1921  | 1926  | 1931  | 1936  | 1946  | 1954  |
| ----- | ----- | ----- | ----- | ----- | ----- | ----- | ----- | ----- |
| 2 268 | 2 323 | 2 194 | 2 141 | 2 411 | 2 394 | 2 389 | 2 390 | 2 223 |

| 1962  | 1968  | 1975  | 1982  | 1990  | 1999  | 2006  | 2007  | 2012  |
| ----- | ----- | ----- | ----- | ----- | ----- | ----- | ----- | ----- |
| 2 228 | 2 150 | 2 092 | 2 016 | 2 166 | 2 414 | 2 963 | 3 041 | 3 080 |

| 2017  | 2022  | - | - | - | - | - | - | - |
| ----- | ----- | - | - | - | - | - | - | - |
| 2 979 | 2 995 | - | - | - | - | - | - | - |

## Économie
Parmi les commerçants de Barjols, on compte deux pharmacies, deux bars tabac, quatre boulangeries pâtisseries, une bijouterie, des magasins de vêtements et chaussures, une maison de la presse, plusieurs coiffeurs, des boucheries-charcuteries traditionnelles, des épiceries, des boutiques de décoration et cadeaux, ainsi que des restaurants.

### Industrie
L'industrie à Barjols est liée, depuis le XVIIe siècle, à la tannerie. La première tannerie fut installée en 1608 par Jean-Baptiste Vaillant, et resta en activité jusqu'en 1981, toujours dans la même famille. Dans les années 1900, près d'une trentaine de tanneries existaient sur la commune.

### Tourisme
La position centrale de la commune, au cœur de la Provence Verte, permet une activité touristique importante.
La commune est membre du Pays de la Provence Verte : Le Centre d'interprétation de l'architecture et du patrimoine (CIAP),. Il s'agit, à Barjols, d'un espace mutualisé entre trois structures (le Pays de la Provence Verte et Verdon, le Parc naturel régional de la Sainte-Baume et Provence Verte & Verdon Tourisme).

### Agriculture
Le territoire communal est à dominante viticole et oléicole, mais tend progressivement à se diversifier au profit des terres labourables. Les surfaces fourragères, cultures permanentes et maraîchage restent marginales.

## Curiosités et manifestations

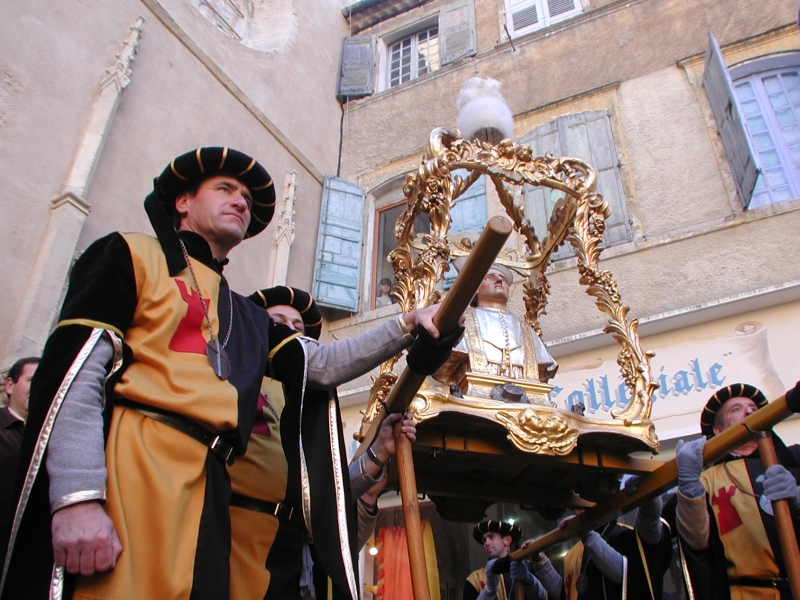
Procession de la Saint-Marcel lors de la fête des Tripettes.

### La fête des Tripettes
En 1350, les reliques de saint Marcel furent enlevées d'une commanderie en ruines près de Montmeyan pour être transportées à Barjols. Le cortège rencontra des gens en train de laver les tripes d'un bœuf, commémorant une famine enrayée grâce à la présence d'un bœuf dans une ville assiégée. Joignant le profane au sacré, les Barjolais entrèrent tous allègrement dans l'église et chantèrent pour la première fois leur fameux refrain « Saint Marcel, Saint Marcel, les tripettes, les tripettes ».

Chaque année, lors du week-end le plus proche de la Saint-Marcel (17 janvier), a lieu la fête des  « Tripettes » une cérémonie mi religieuse, mi païenne, au cours de laquelle un bœuf est promené dans le village et était autrefois cuit à la broche en place publique et mangé par les habitants. La danse des Tripettes qui a lieu à l'église et fait sautiller les participants, comme les défilés au son des tambourins et galoubets associés à la pétarade des arquebuses, font de cette fête pittoresque et traditionnelle l'une des plus courues de la Provence.

### Le plus gros platane de Provence
On trouve, place du Capitaine Vincens (mairie), le plus gros platane de Provence : 12 mètres de circonférence,.

## Lieux et monuments
Patrimoine religieux :
- Collégiale Notre-Dame de Barjols[58],[59],[60], 
  - ses cloches protégées au titre des objets mobiliers[61],[62],[63],[64],
  - son orgue de tribune[65],[66],[67],[68],[69],
  - Porte du ciel[70]
- Couvent des Augustins, Notre-Dame-de-Bon-Voyage (aménagée dans des grottes),

Le vallon des Carmes et le couvent Troglodyte aménagé vers 1670 par les "frères Carmes déchaussés" et occupé plus d'un siècle,
- Monuments aux morts et monuments commémoratifs[72],[73] : 
  - Conflits commémorés : Guerres de 1914-1918 - 1939-1945.
  - Le monument à la gloire de la Résistance au coup d'État du 2 décembre 1851 en Provence.
  - Le monument à Bidouré[74].

Patrimoine civil :

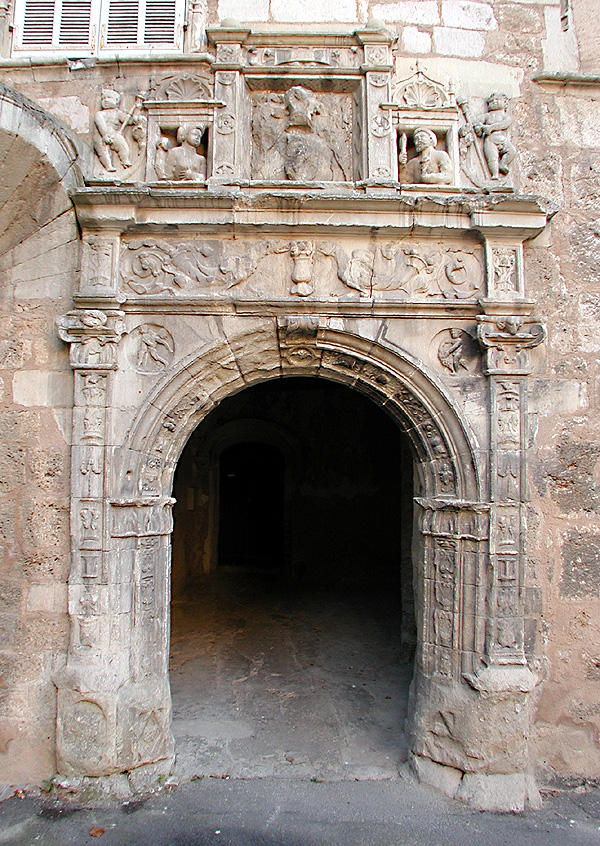
Porte des Ponteves.

- Le plus ancien quartier de Barjols, le Réal, est installé sur le flanc de la colline juste au-dessus de l'église. Habité dès le XIIe siècle il est occupé principalement par des tanneurs pour qui l'eau était un outil de travail primordial, le quartier du Réal s'étage sur trois niveaux de bassins de trempage et de rinçage partiellement troglodytiques (XVIe - XVIIe siècles).
- Ruines romaines[75],
- Hôtel des Pontevès (portail sculpté), maison dite du Marquis de Pontevès[76],[77],[78],
- La Porte des Externes[79],
- La coopérative agricole (coopérative oléicole, coopérative d'achat) et coopérative vinicole dites La Barjolaise, de 1922[80].
- La maison régionale de l'Eau[81],
- Les lavoirs et fontaines[82] :
  - Le lavoir Public de l’hospice[83],
  - La fontaine de la Burlière[84],
  - La fontaine et le lavoir Capitaine Vincens[85],
  - La fontaine du Bœuf[86],
  - La fontaine des limaces[87],
  - La fontaine du Monument aux Morts[88].
- Cadran solaire de la bibliothèque municipale, ancien hospice Saint-Joseph[89].

## Galerie

### Quelques-unes des nombreuses fontaines ou fontaines-lavoirs de Barjols

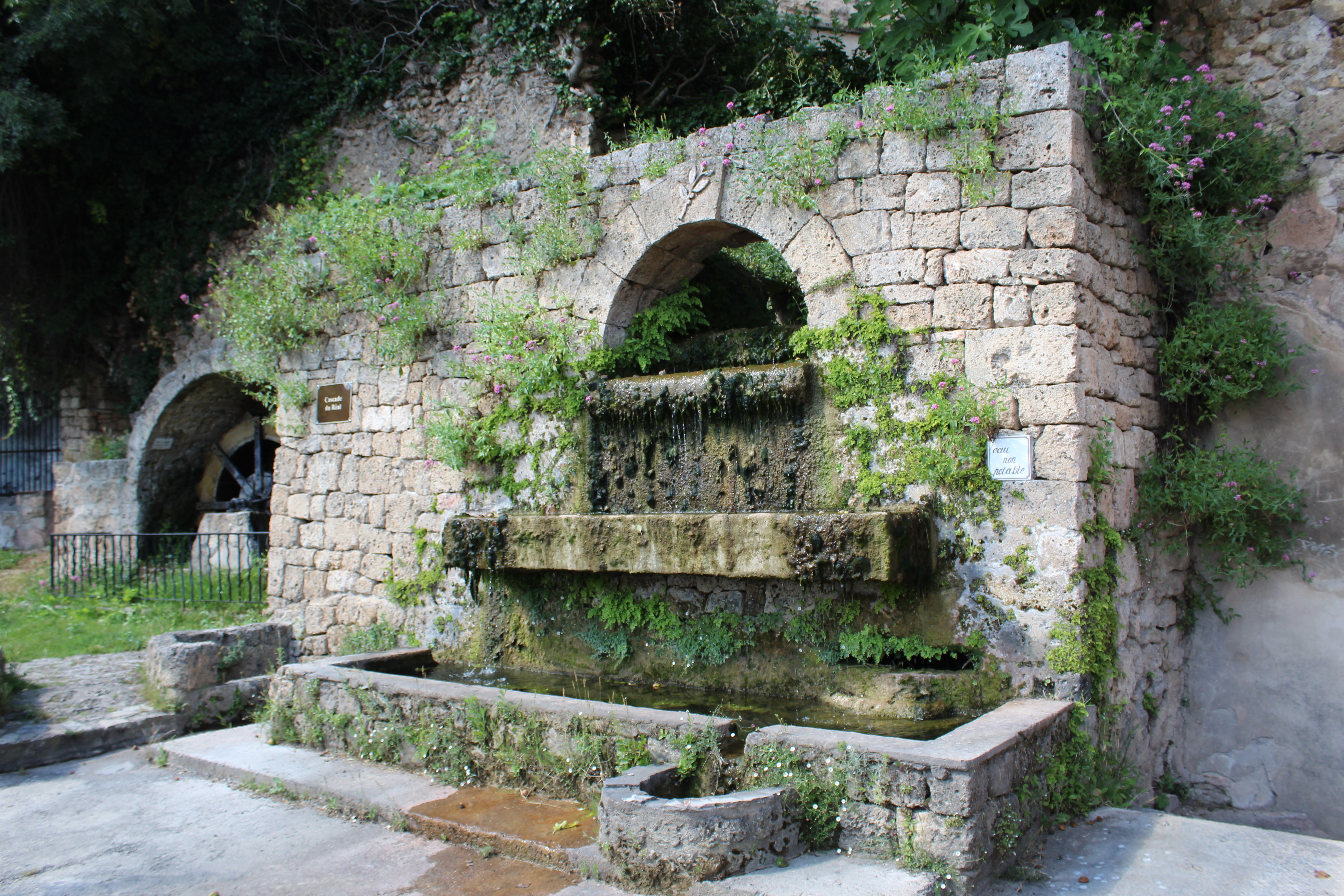
La cascade du Réal.
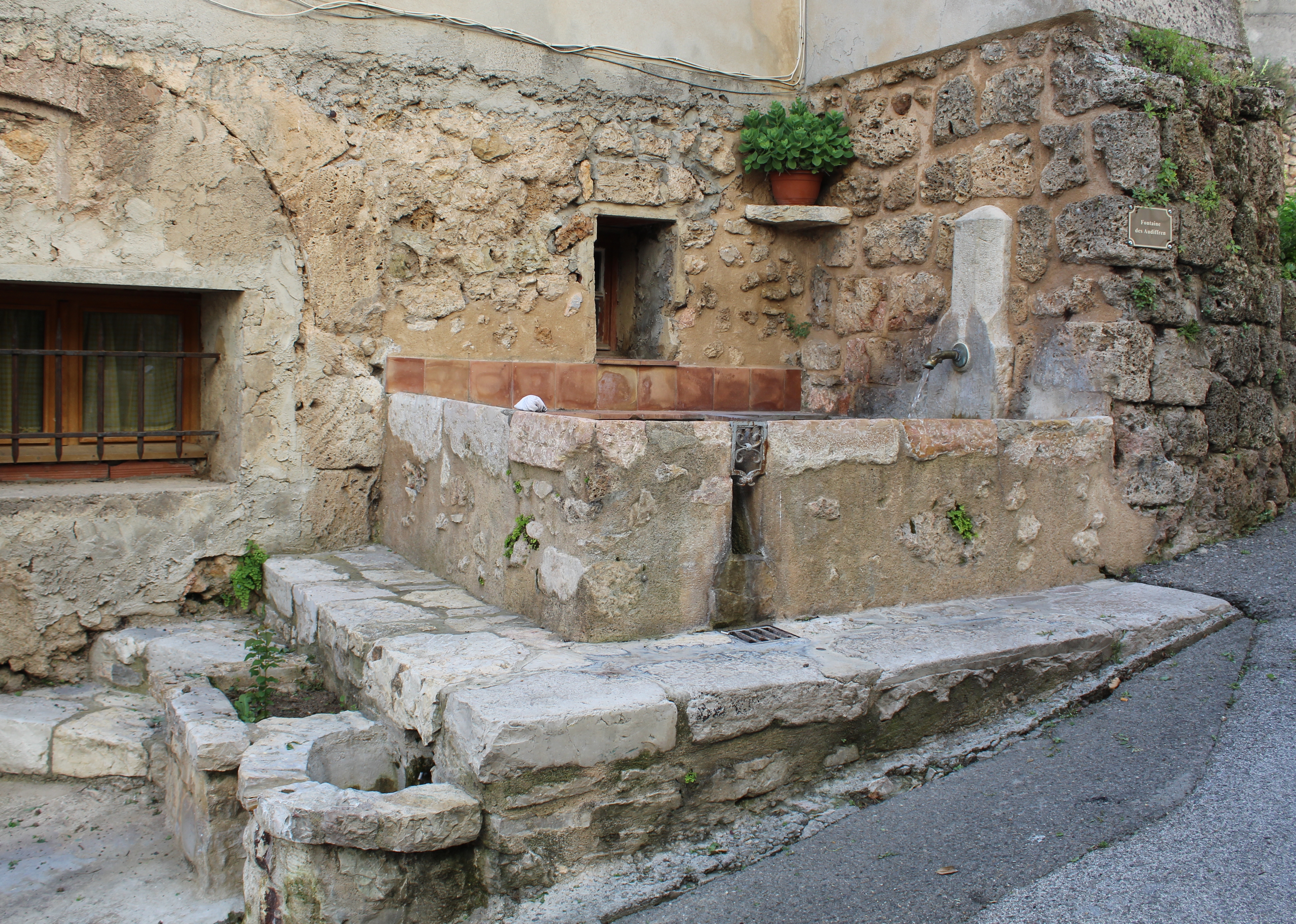
La fontaine des Audiffren.
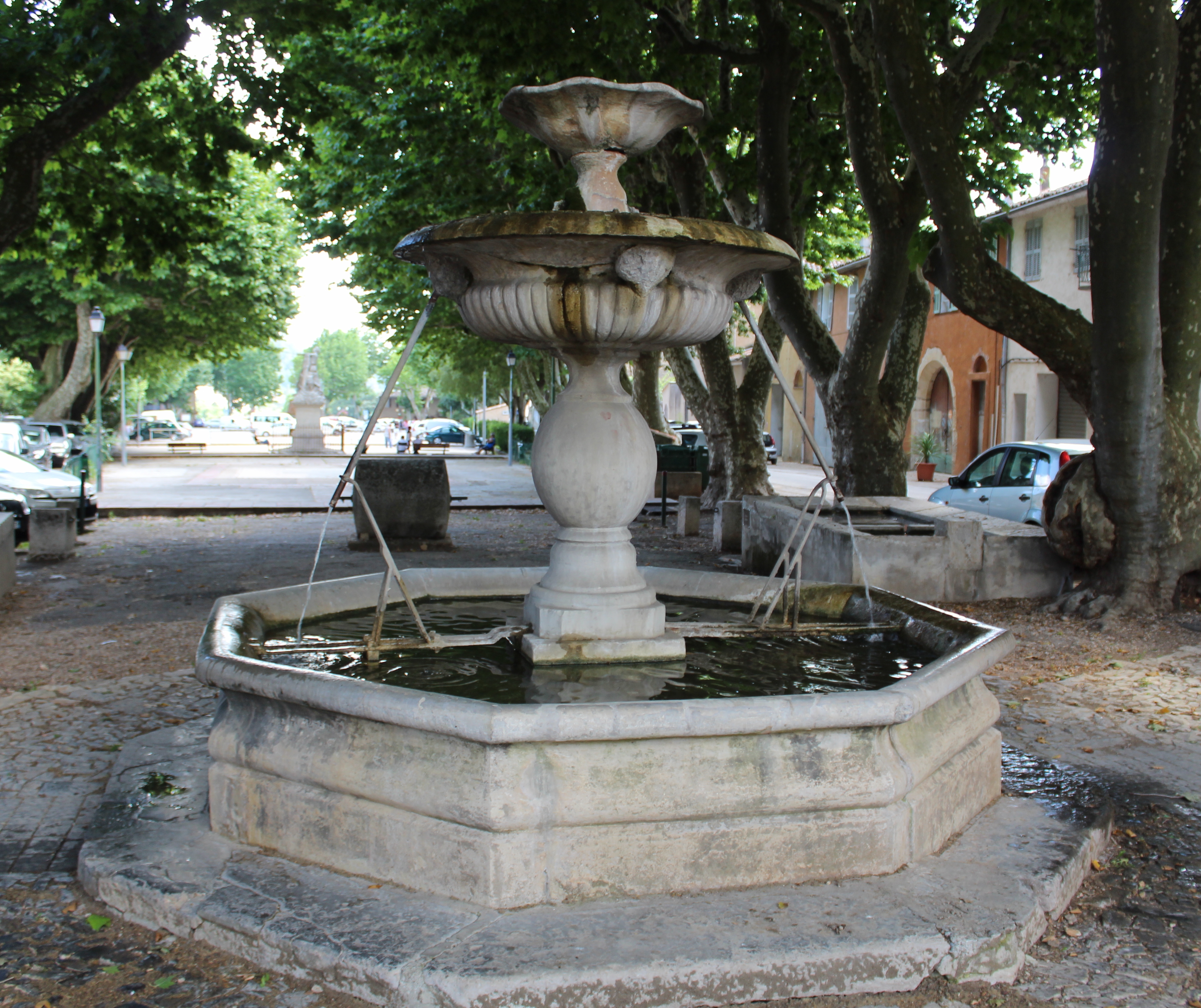
La fontaine du Bœuf.
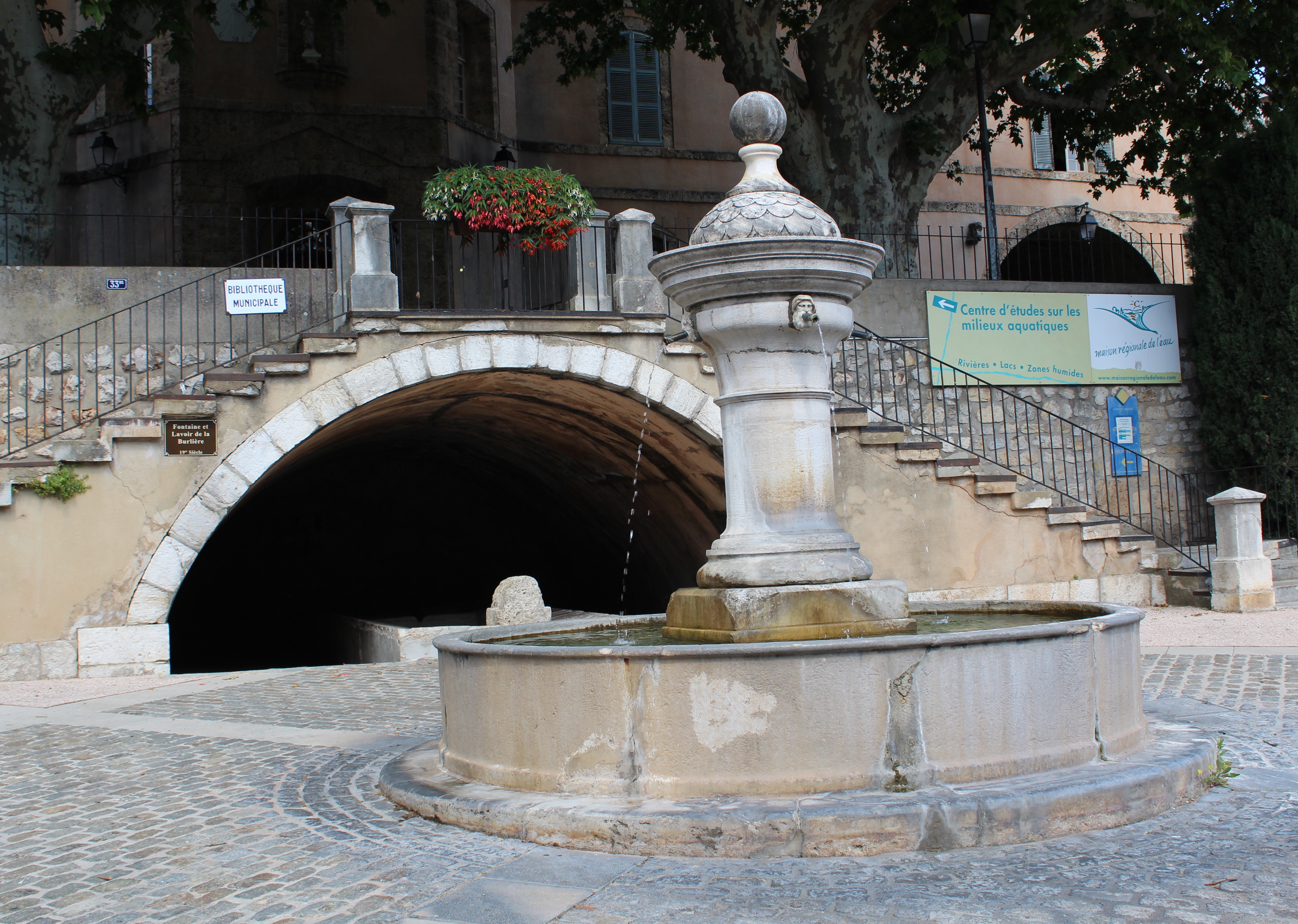
Fontaine et lavoir de la Burlière.
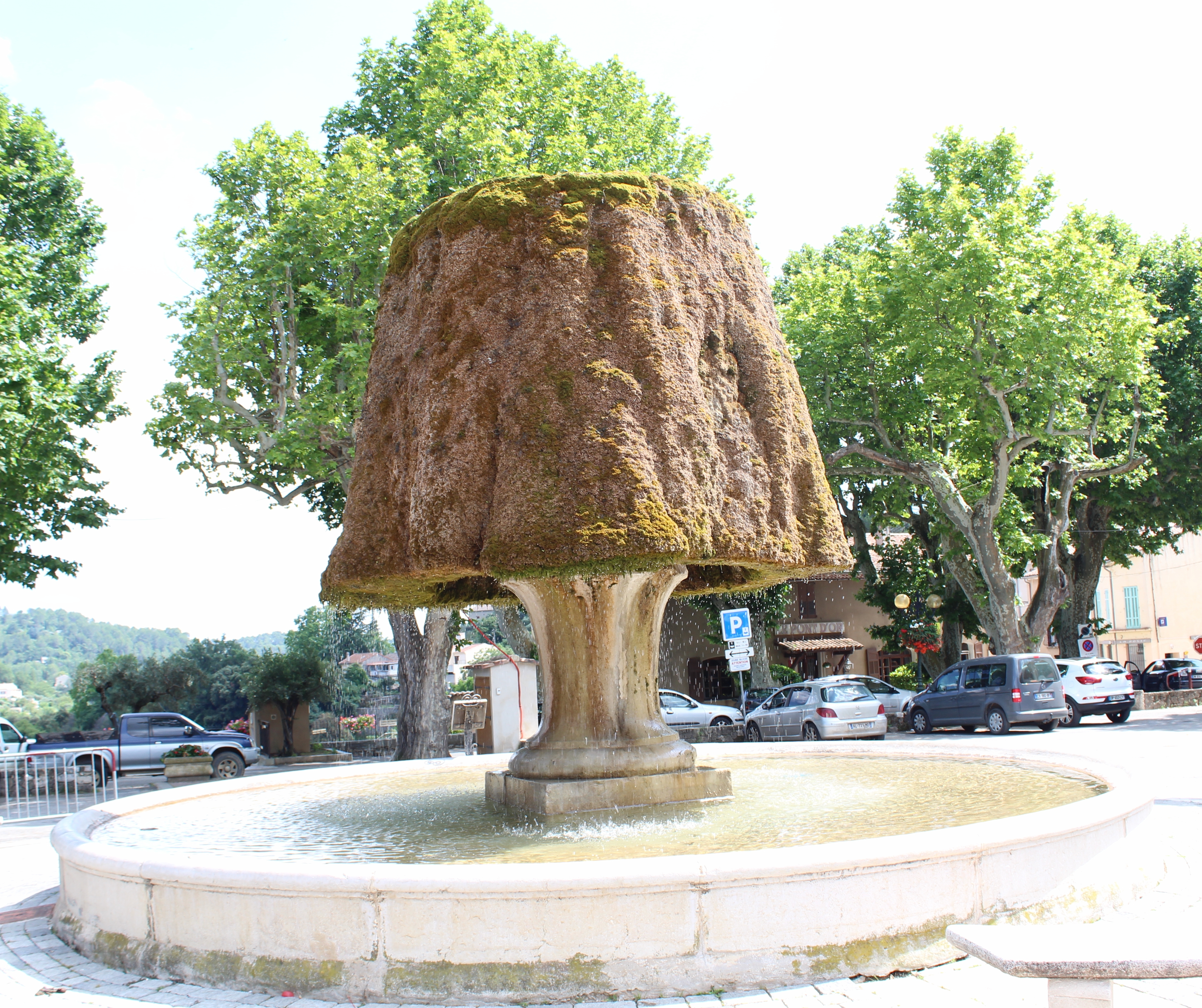
La fontaine Raynouard.
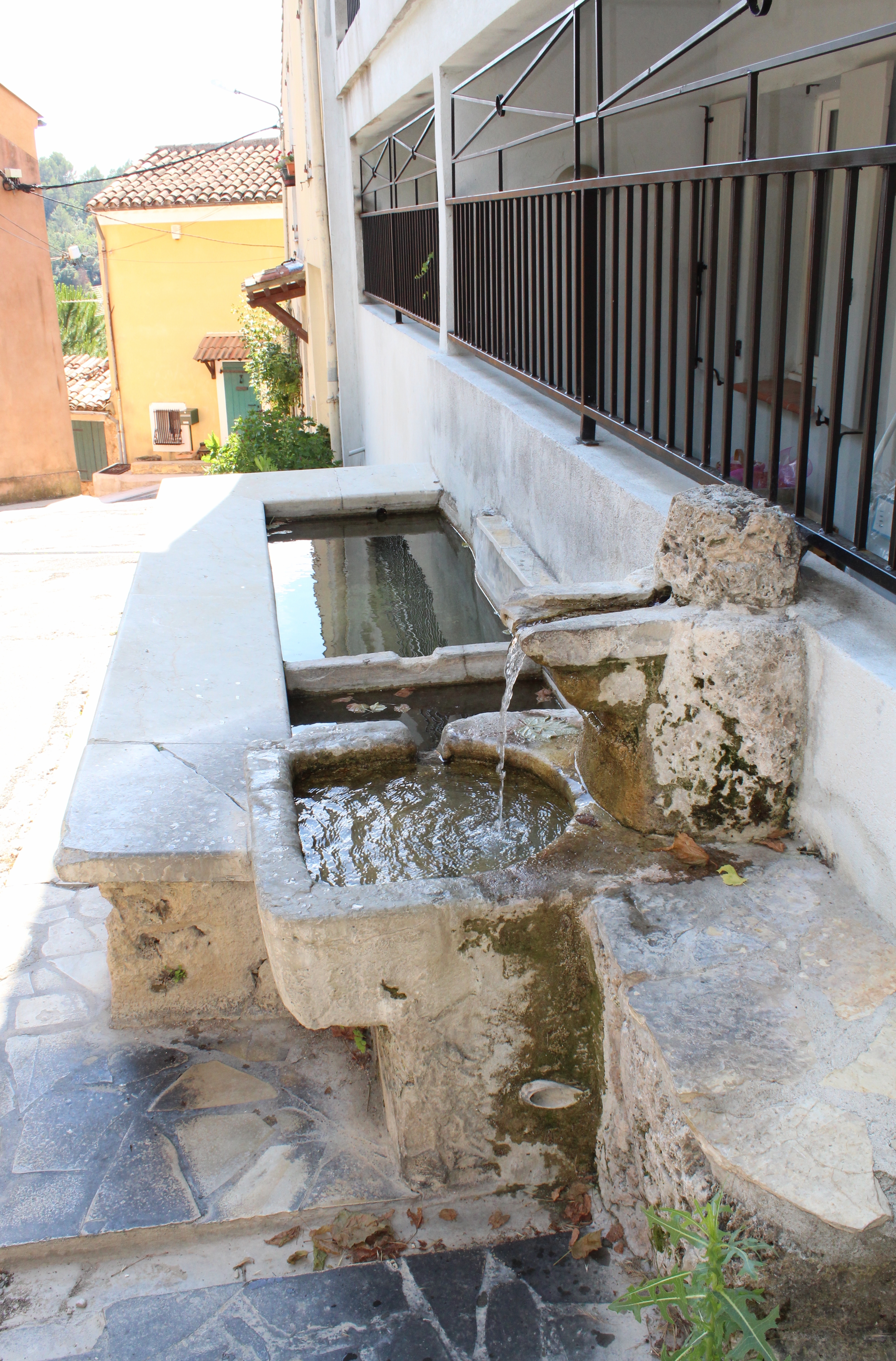
La fontaine Saint-Marc.
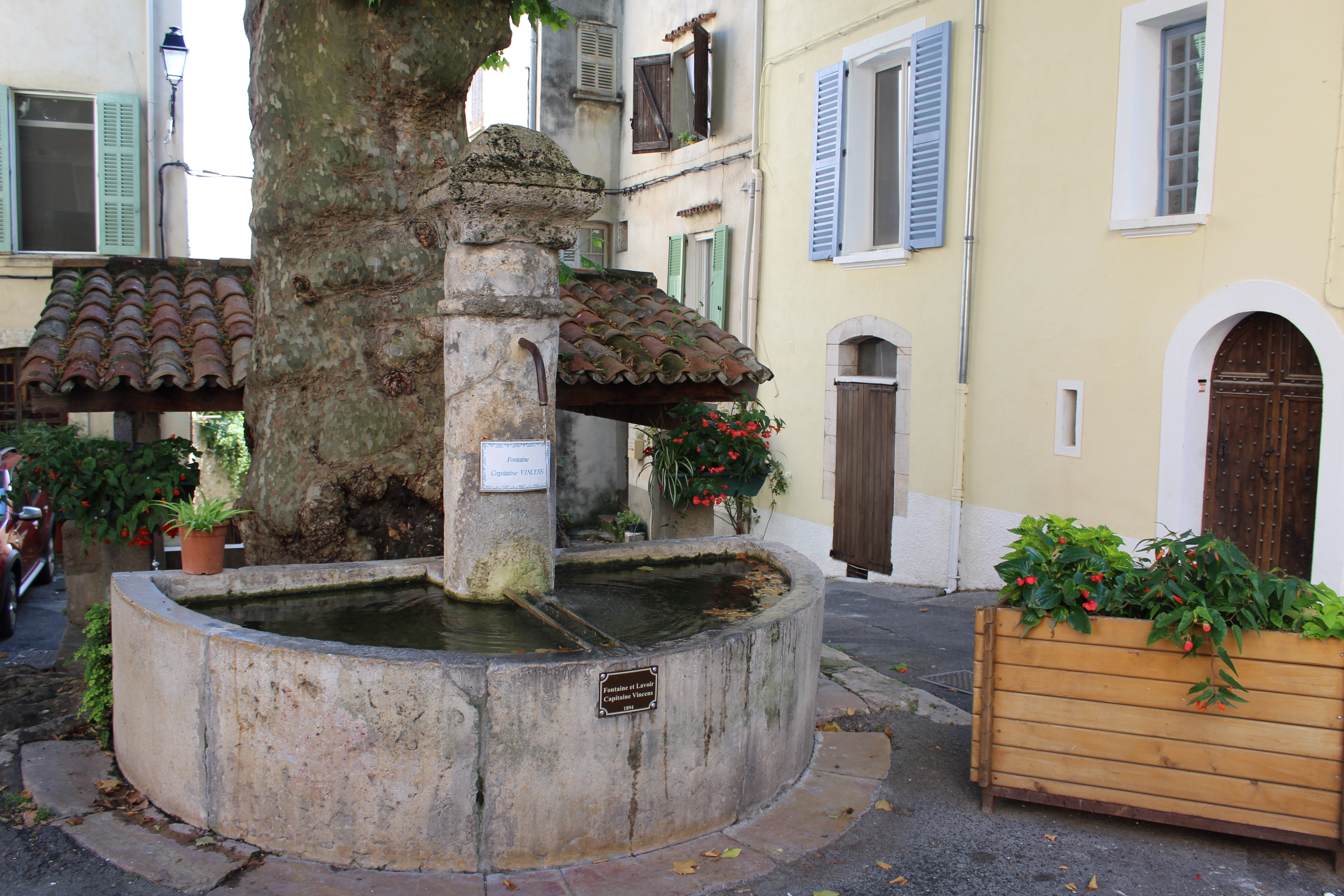
Fontaine Capitaine Vincens.
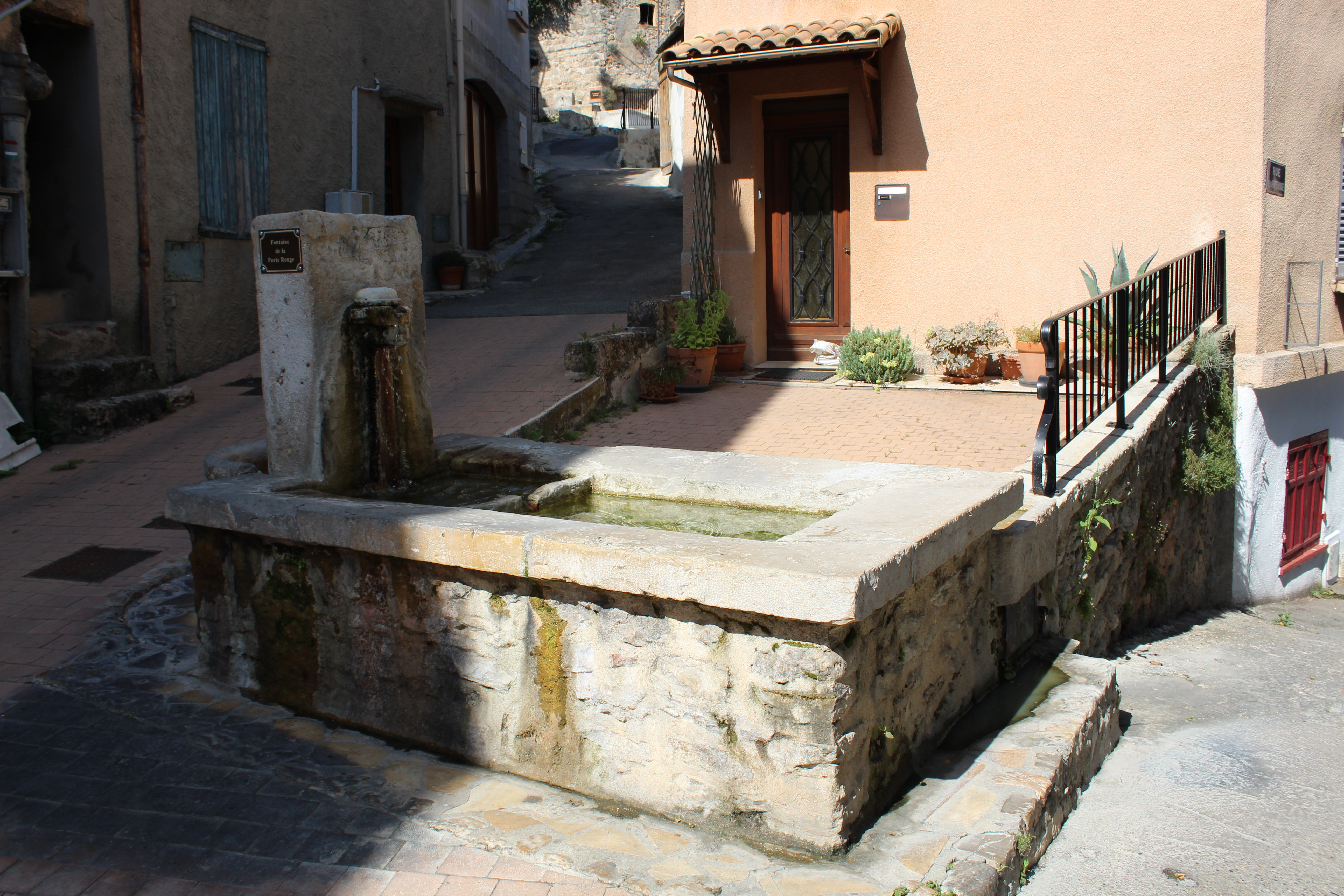
Fontaine de la Porte Rouge.
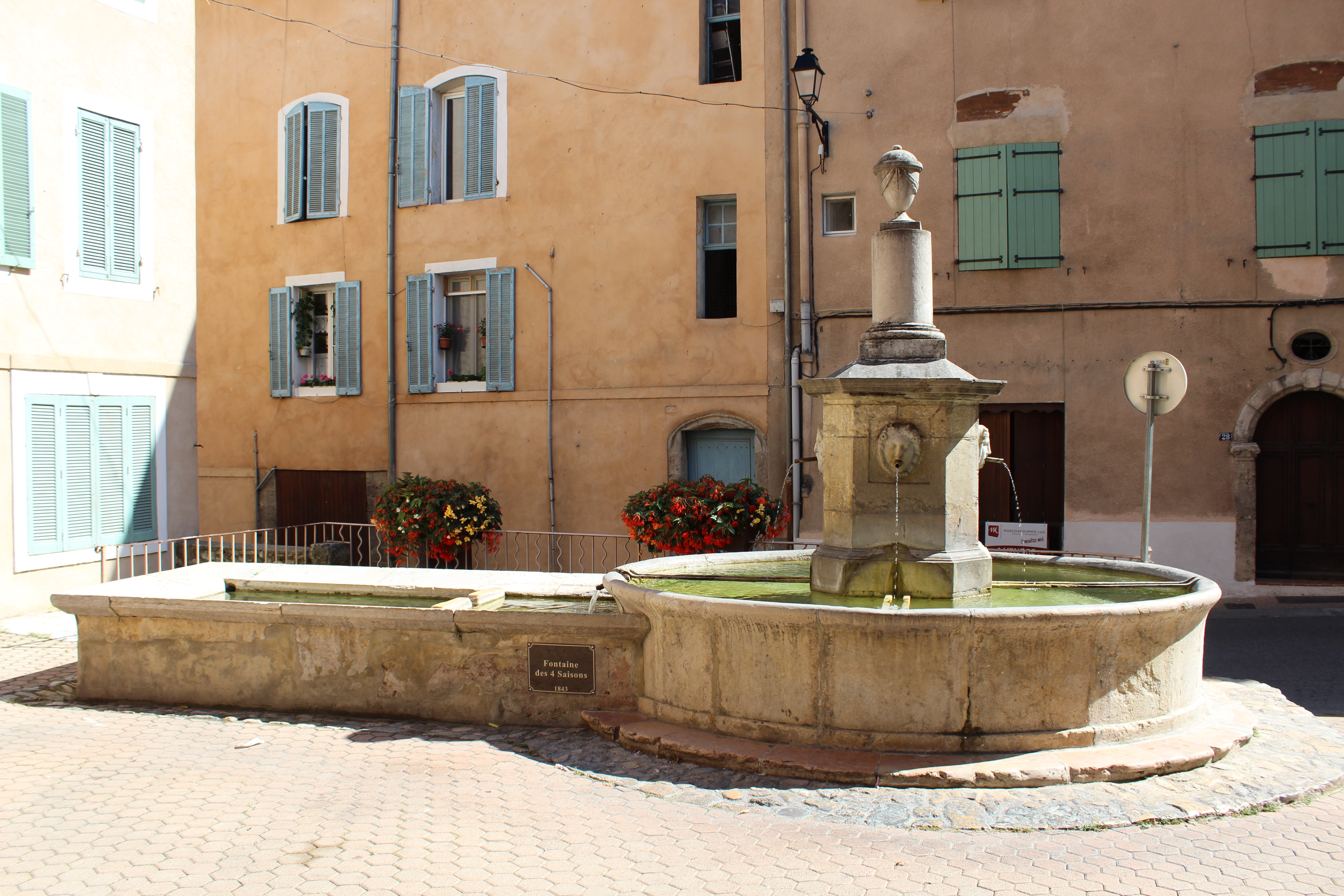
La fontaine des 4 Saisons.
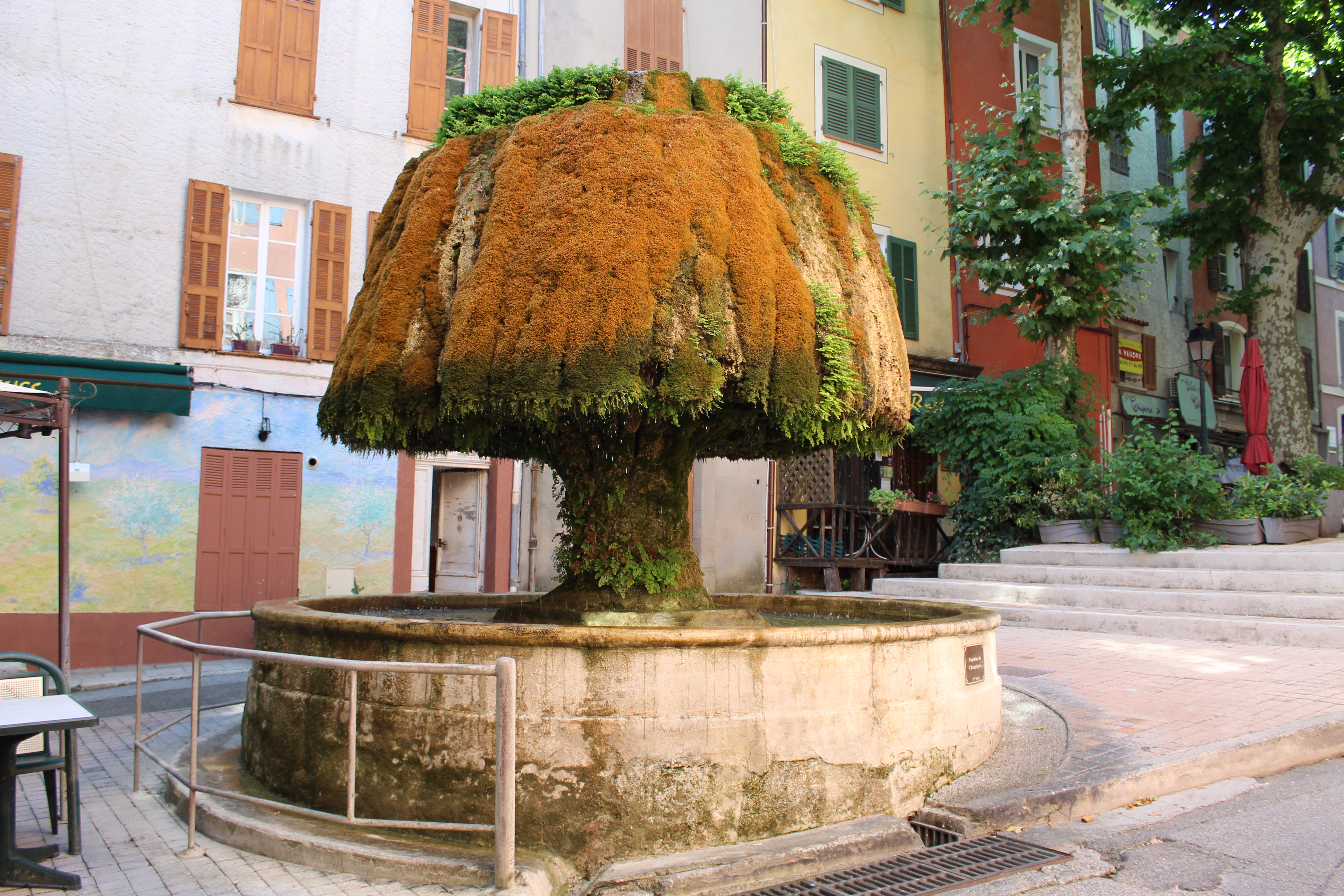
La fontaine du Champignon.
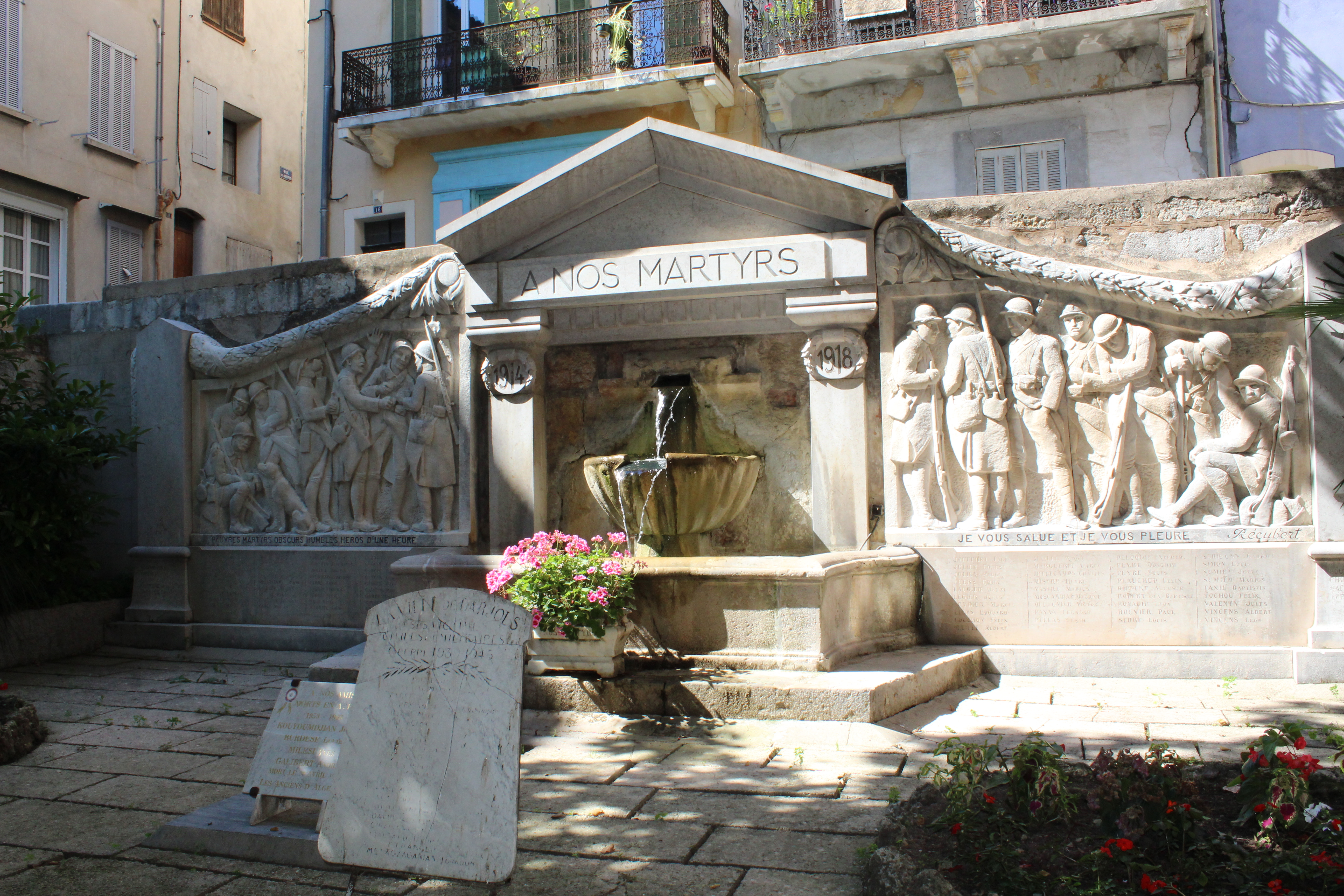
La fontaine du Monument aux morts.
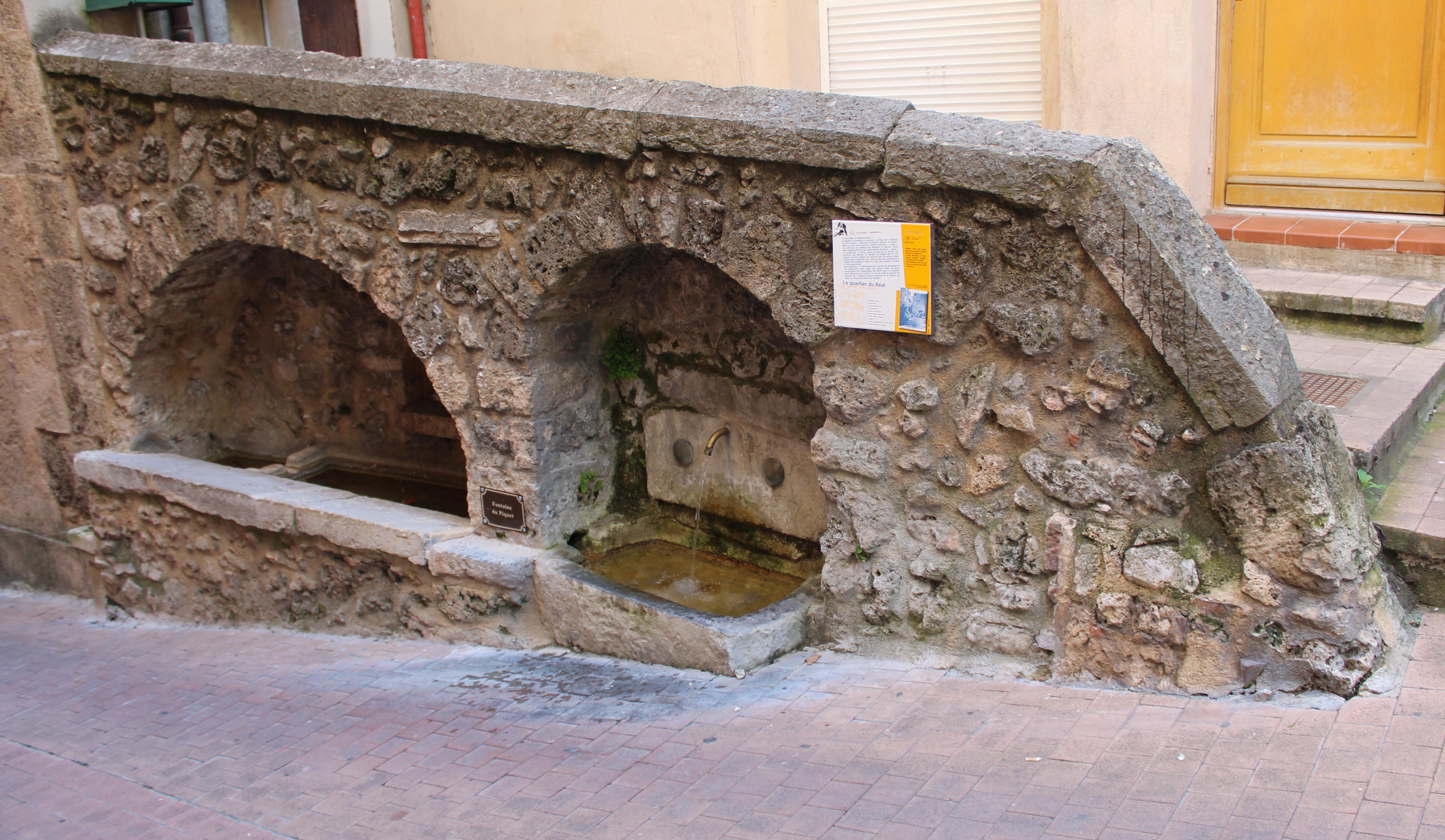
La fontaine du Piquet.
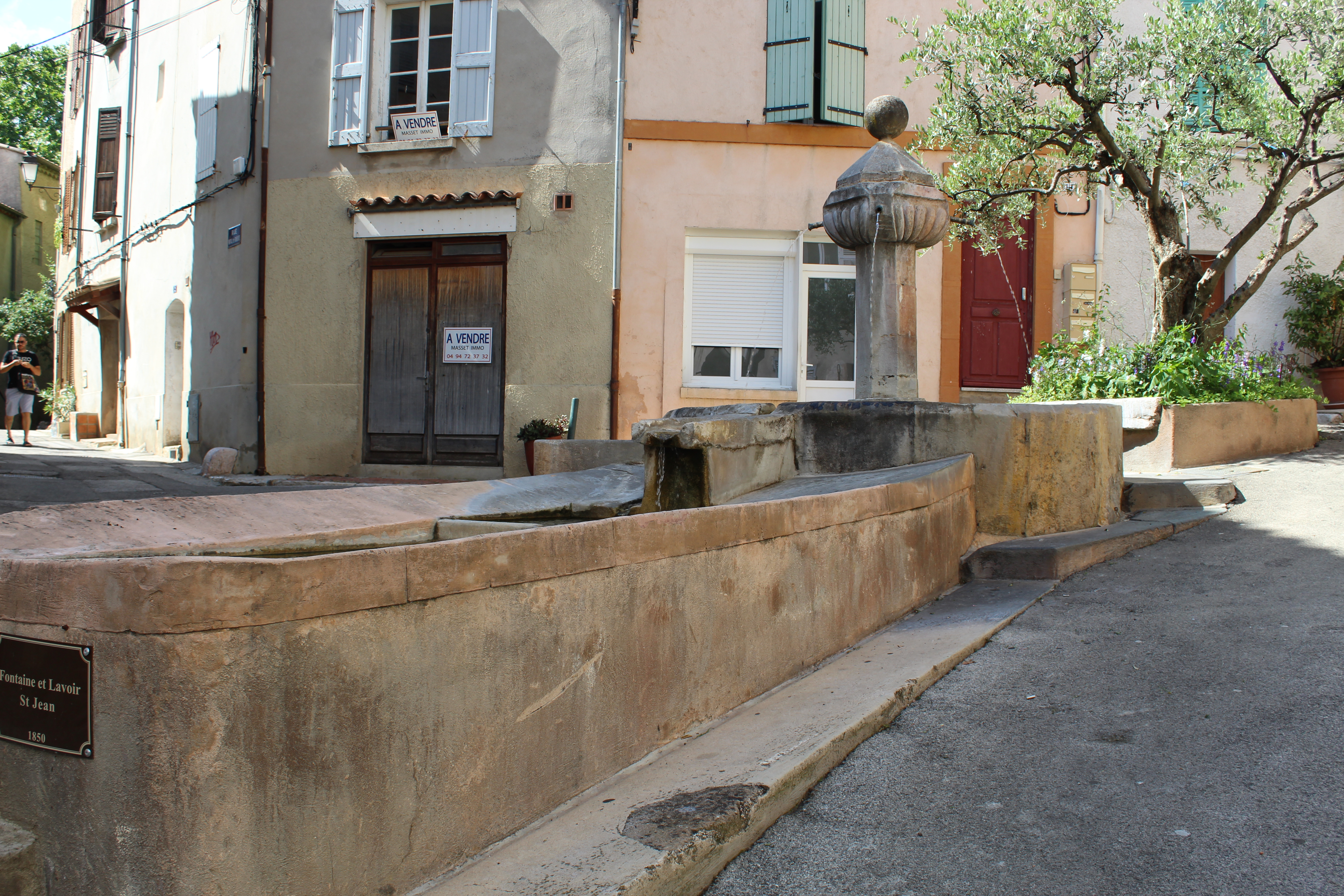
La fontaine Saint-Jean.
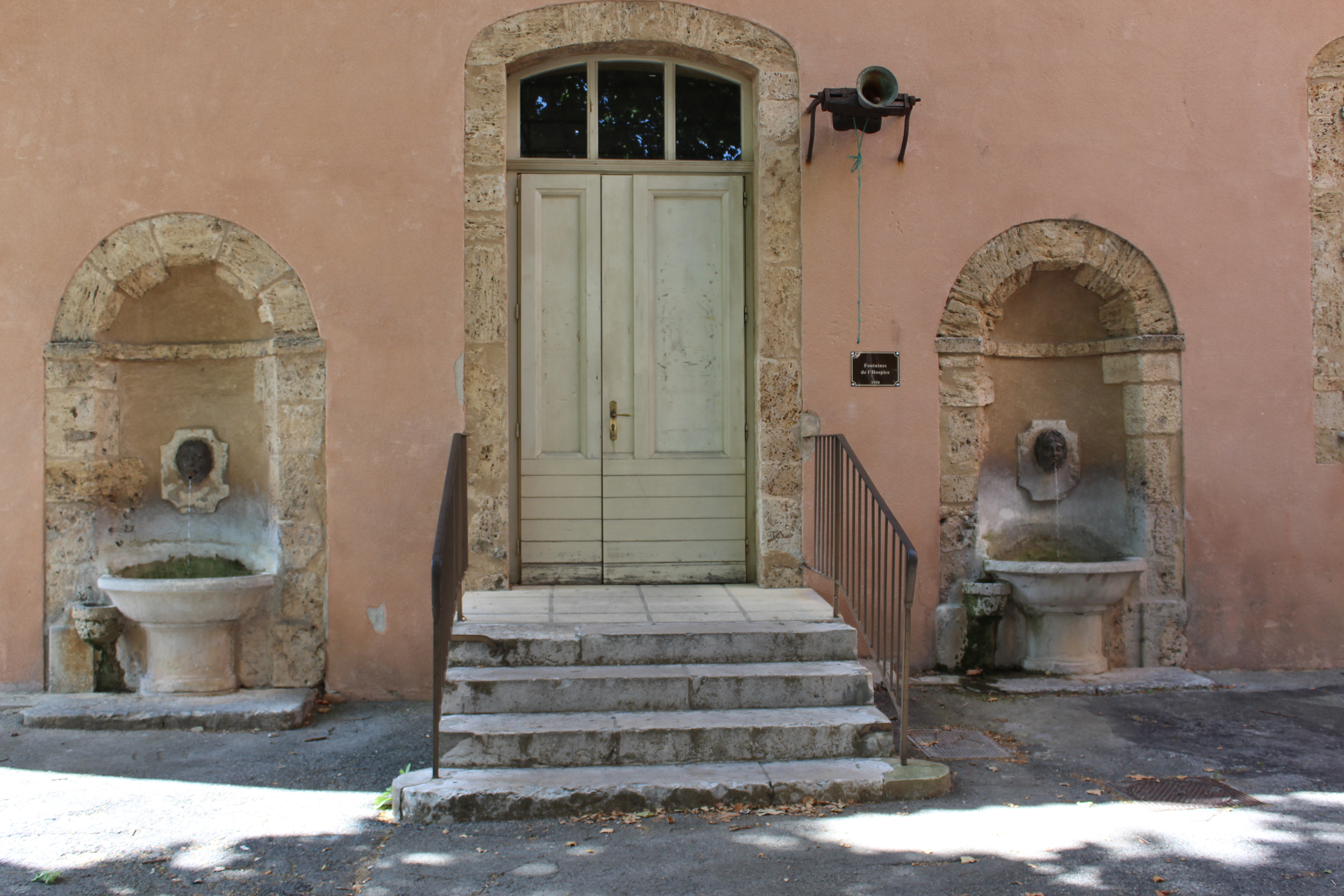
Les fontaines de l'hospice.

## Équipements et services

### Transports urbains
Trois lignes de bus desservent Barjols :
- Montmeyan - Barjols
- La Verdière - Saint-Maximin-la-Sainte-Baume, via Barjols
- La Verdière - Brignoles, via Barjols

### Enseignement
Les élèves de Barjols sont scolarisés à l'école maternelle Pierre-Perret puis à l'école primaire Aristide-Briand. Ils poursuivent au collège Joseph-d'Arbaud de Barjols. Les lycées d'enseignement général les plus proches se trouvent à Brignoles et à Saint-Maximin-la-Sainte-Baume.

### Sports
Barjols compte plusieurs équipements sportifs :
- Le stade des Laus : football, basket-ball et handball
- Le complexe des Tanneurs : football, club des vétérans
- Un gymnase
- Trois terrains de tennis
- Une piscine municipale

### Santé
En plus d'un cabinet médical et de cinq médecins généralistes, les professions de santé sont représentées par un opticien et deux pharmaciens, ainsi que par des dentistes, infirmiers, kinésithérapeutes et orthophonistes, Un laboratoire d'analyses médicales (eurofins), une cardiologue et un gynécologue. Le centre hospitalier le plus proche se trouve à Brignoles (à environ 17 km).
Le Centre hospitalier de la Dracénie se trouve, lui, à 47 km.

### Vélo
La commune de Barjols est traversée par l'une des plus longues piste cyclable du monde avec l'EuroVelo 8 (Véloroute de la Méditerranée - 5 888 KM) qui part d'Athènes en Grèce pour arriver à Cadix en Espagne. Cette piste cyclable emprunte l'ancienne voie de chemin de fer de la ligne "Ligne Central-Var" (Meyrargues - Draguignan - Nice).

## Vie locale

### Cultes
L'église Notre-Dame-de-l'Assomption, de culte catholique, fait partie du diocèse Toulon-Fréjus.

### Environnement
Espaces et espèces protégés,.
Barjols dispose de la station d'épuration intercommunale de Barjols-Taverns-Pontevès, d'une capacité de 7 000 équivalent-habitants,.

### La vie des associations
Les associations sont florissantes, la plus connue étant La Maison Régionale de l'Eau (Centre d'études du milieu aquatique), fondée en 1991 mais également le Comité d'Animation Barjolais (Animations et festivités), l'Amicale des Amateurs de véhicules anciens (Conservation du patrimoine automobile), le Club du Castellas, « Les Aînés Ruraux », Leï Bravadaïres dé Barjòu, Les Amis de Saint Marcel (tradition provençale), Féline Patte de Velours (refuge pour chats abandonnés et maltraités), etc.
L'Unité populaire de Barjols sur les Arts du Territoire (UBAT) organise, elle, des conférences, débats, ateliers, cours, stages... sur de nombreux sujets. Après avoir commencé ses actions avec des professeurs de l'école d'architecture de Luminy (École nationale supérieure d'architecture de Marseille) et de l'université Joseph-Fourier sur la thématique de la frugalité en construction,, l'association a régulièrement élargi son champ d'activités.

## Personnalités liées à la commune
- Saint Marcel (vers 430- 510), évêque de Die, est mort et enterré dans un monastère de La Roquette à Montmeyan. Vers la fin du XIIe siècle, ses reliques sont transférées dans la commanderie de Saint-Maurice qui va l'abriter pendant presque deux siècles. En 1350, les reliques sont transférées dans la collégiale de Barjols.
- Elias de Barjols (?-1225?), troubadour, vécut à la fin du XIIe siècle et au début du XIIIe siècle, et fut très actif en Provence.
- Sainte Douceline (1214-1274), est née à Digne puis à grandi à Barjols. D’une famille bourgeoise pieuse (saint Hugues de Digne est son frère), elle se consacre aux aumônes et au soutien des pauvres, à la suite de sa mère[105].
- Jacques Duèze (1244-1334), prévôt de Barjols, devint pape sous le nom de Jean XXII. Il fut le précepteur de saint Louis de Brignoles et de Robert d'Anjou.
- Martin Bidouré (1825-1851), né à Barjols, héros et martyr de la résistance varoise au coup d'État du 2 décembre 1851, pris par les soldats et fusillé deux fois. Un monument et une place lui sont dédiés à Barjols.
- Jules Récubert (1874-1949), peintre et sculpteur, né à Barjols, réalise le monument à Martin Bidouré, la fontaine Raynoard et le monument aux morts.
- Joseph d'Arbaud (1874-1950), poète provençal, majoral du Félibrige, meurt à Aix-en-Provence en 1950 après avoir épousé en 1946 Yvonne Recours, de Barjols. Il est inhumé au cimetière de Barjols dans un tombeau rappelant les sarcophages des Alyscamps d'Arles.
- Marius Fabre (1909-1999), né et mort à Barjols, félibre, luthier, fabricant de galoubets et de tambourins[106].
- André Resplandin (1932-2023), poète provençal, né à Barjols.